# Голямо-Буково
Голямо-Буково (болг. Голямо Буково) — село в Болгарии. Находится в Бургасской области, входит в общину Средец. Население составляет 122 человека (2022).

## Политическая ситуация
Голямо-Буково подчиняется непосредственно общине и не имеет своего кмета.
Кмет (мэр) общины Средец — Тодор Пройков Станчев (Болгарская социалистическая партия (БСП)) по результатам выборов.